# Podolotus hosackioides
Genre
Espèce
Podolotus hosackioides est une espèce de plantes à fleurs dicotylédones de la famille des Fabaceae, sous-famille des Faboideae, originaire d'Asie. C'est l'unique espèce acceptée du genre Podolotus (genre monotypique). 

## Synonymes
Selon The Plant List (6 décembre 2018) :
- Astragalus hosackiodes (Benth.) Benth.
- Astragalus hosackioides (Royle ex Benth.) Benth.[3]
- Kerstania nuristanica Rech.f.
- Podolotus hosackiodes Benth.